# Centrophorus squamosus
El quelvacho negro (FAO) conocido en Galicia como lija negra y en Cantabria simplemente como lija (Centrophorus squamosus) es una especie de tiburón de la familia Centrophoridae.

## Morfología

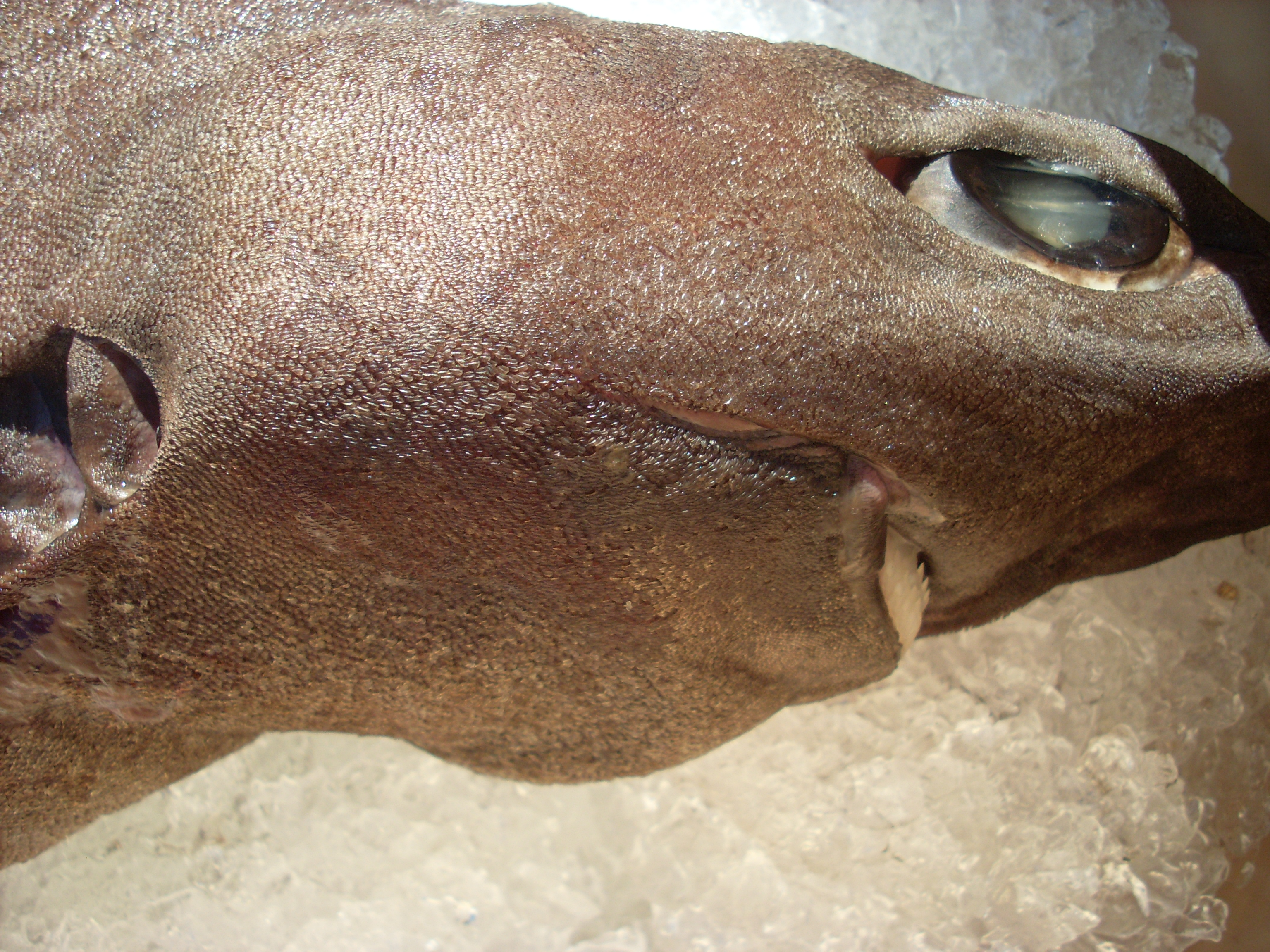
cabeza.

El quelvacho negro posee un cuerpo muy alargado con morro corto y ancho, careciendo de aleta anal. Posee dos aletas dorsales, la primera aleta dorsal, relativamente baja y larga, es más grande que la segunda, pero ambas con espinas muy fuertes; en los adultos el borde es oscuro. Aletas pectorales más o menos extendidas. Los ojos son grandes de color verde, piel áspera y rugosa debido a los dentículos pedunculados. Dientes en forma de cuchilla en las mandíbulas superior e inferior, los dientes de arriba sujetan la presa. Mientras los de abajo desgarran grandes trozos de carne. El color puede ser gris oscuro o marrón chocolate en su dorso y pálido en la parte ventral. Su longitud máxima es de alrededor de 158 cm, los machos maduran cuando miden alrededor de 103 cm y las hembras de 137 a 158 cm. 

## Distribución
Vive en el Atlántico Oriental alrededor del talud continental de Islandia hacia el sur hasta el Cabo de Buena Esperanza, océano Índico Occidental alrededor de las islas Aldabra y oeste Pacífico alrededor de Honshū, Japón, Filipinas, al sur-este de Australia y Nueva Zelanda.

## Hábitos y hábitat
El quelvacho negro vive a unos 230 y 2.360 metros de profundidad, pero por lo general por debajo de 1.000 metros. También son pelágicos. Se alimenta de peces y cefalópodos. Su reproducción es ovovivípara con un máximo de 5 crías por camada.

## Pesca
Se captura con palangre de fondo. Su pesca se debe principalmente a que el aceite de su hígado es muy apreciado para la fabricación de productos cosméticos. Su carne después de ser pelada, se puede consumir, siendo consumida mayoritariamente en algunos puertos del Mediterráneo. Actualmente y debido a la sobrepesca y a que es una especie  de crecimiento lento (lo cual hace que las poblaciones tarden mucho en recuperarse) se ha prohibido su pesca en todo el Cantábrico